# Asiotmethis artemisianus
Asiotmethis artemisianus is een rechtvleugelig insect uit de familie Pamphagidae. De wetenschappelijke naam van deze soort is voor het eerst geldig gepubliceerd in 1949 door Shumakov.